# Бялогард
Бялогард (пол. Białogard), Бэльгард (нем. Belgard) — город в Польше, входит в Западно-Поморское воеводство, Бялогардский повят. Имеет статус городской гмины. Занимает площадь 25,72 км². Население — 24 716 человек (на 2011 год).
24 сентября 1946 года в городе родилась графиня Анна Мария Коморовская, мать бельгийской королевы Матильды и бабушка наследницы бельгийского престола Елизаветы.

## Города-побратимы
- Olen[вд], Бельгия
- Акнисте, Латвия
- Альбано-Лациале, Италия
- Бинц, Германия
- Гнуше[вд], Швеция
- Маарду, Эстония
- Тетеров, Германия

## Галерея

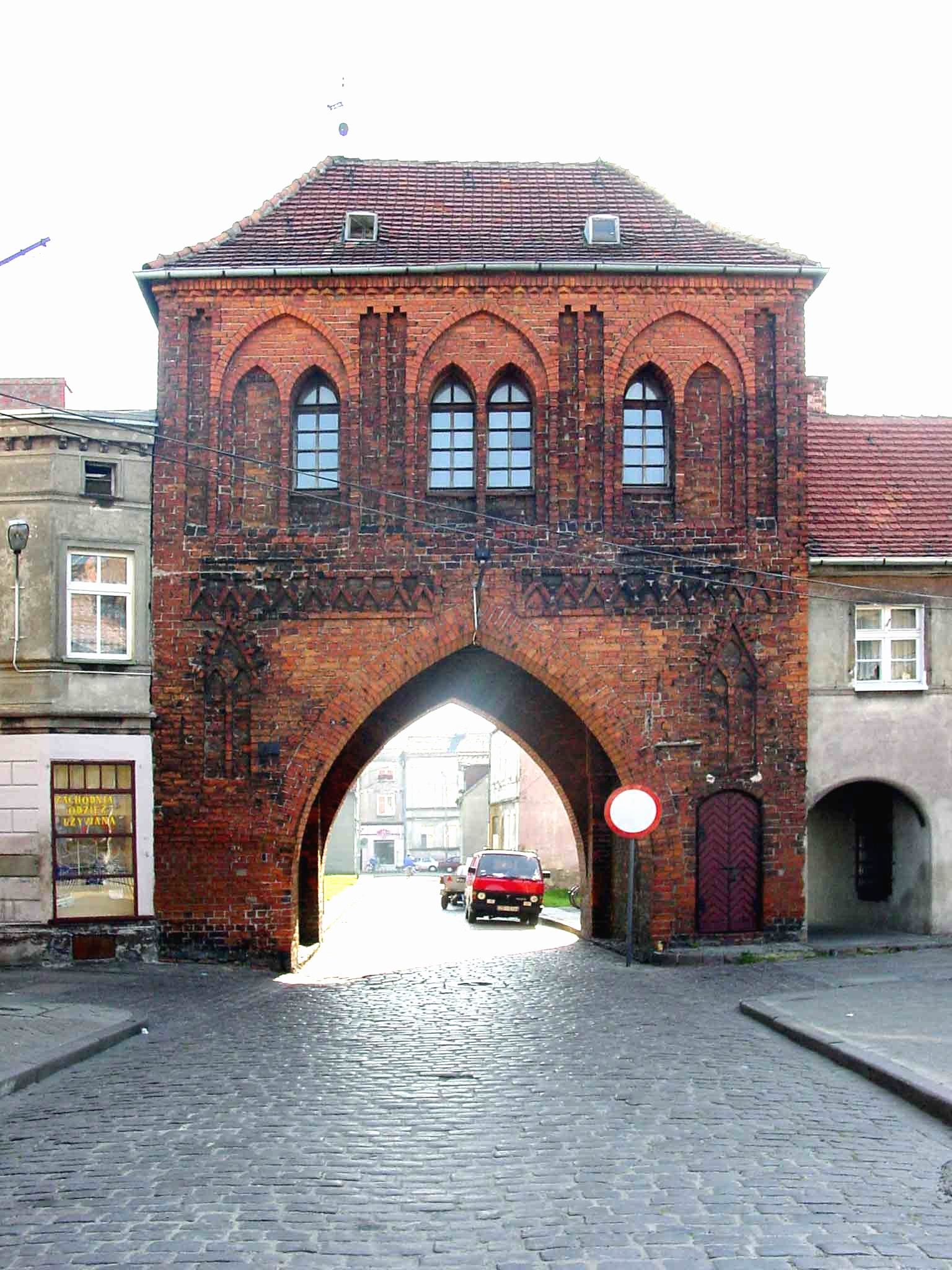
Высокие ворота
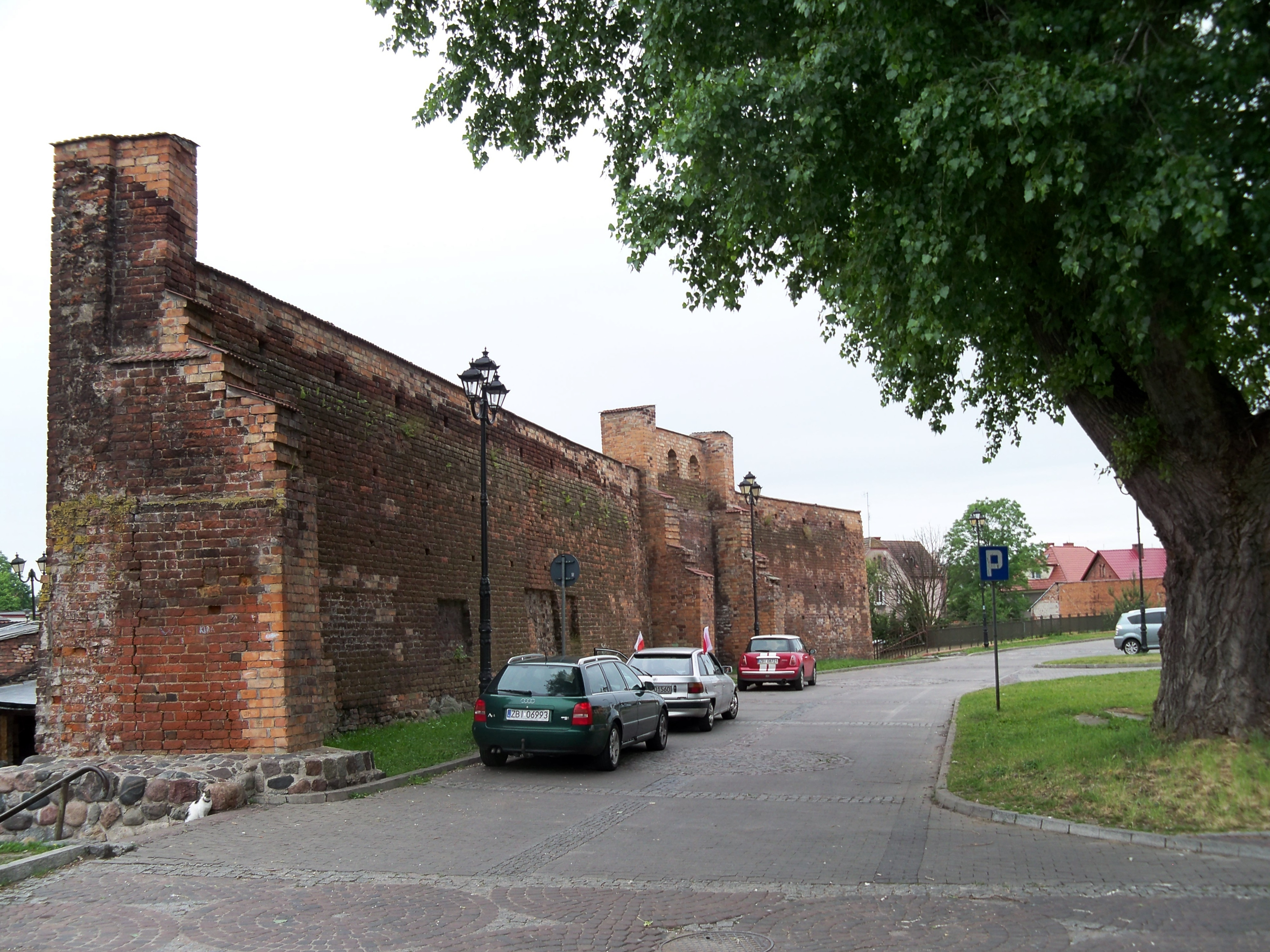
Останки городской стены
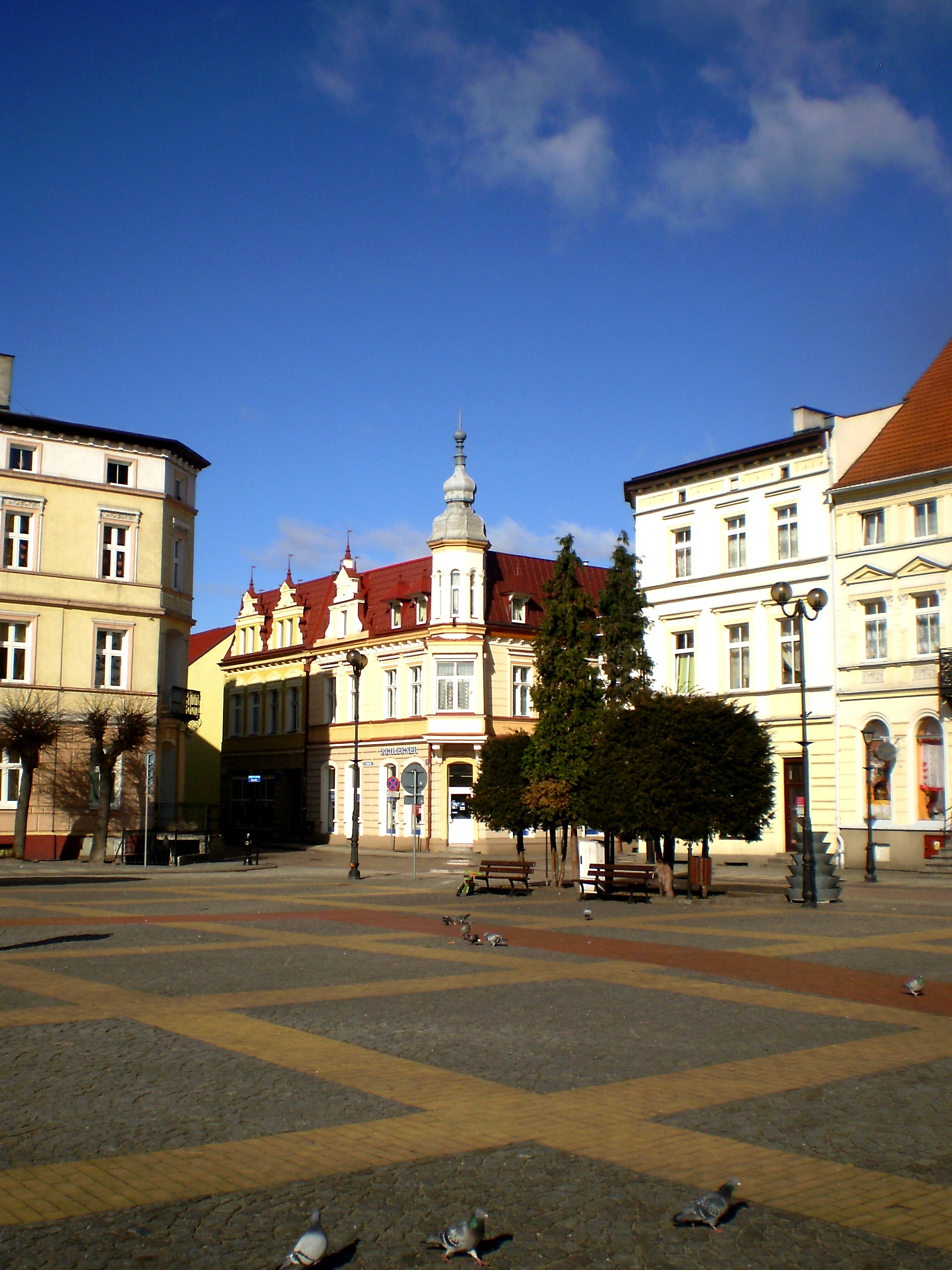
Старый город
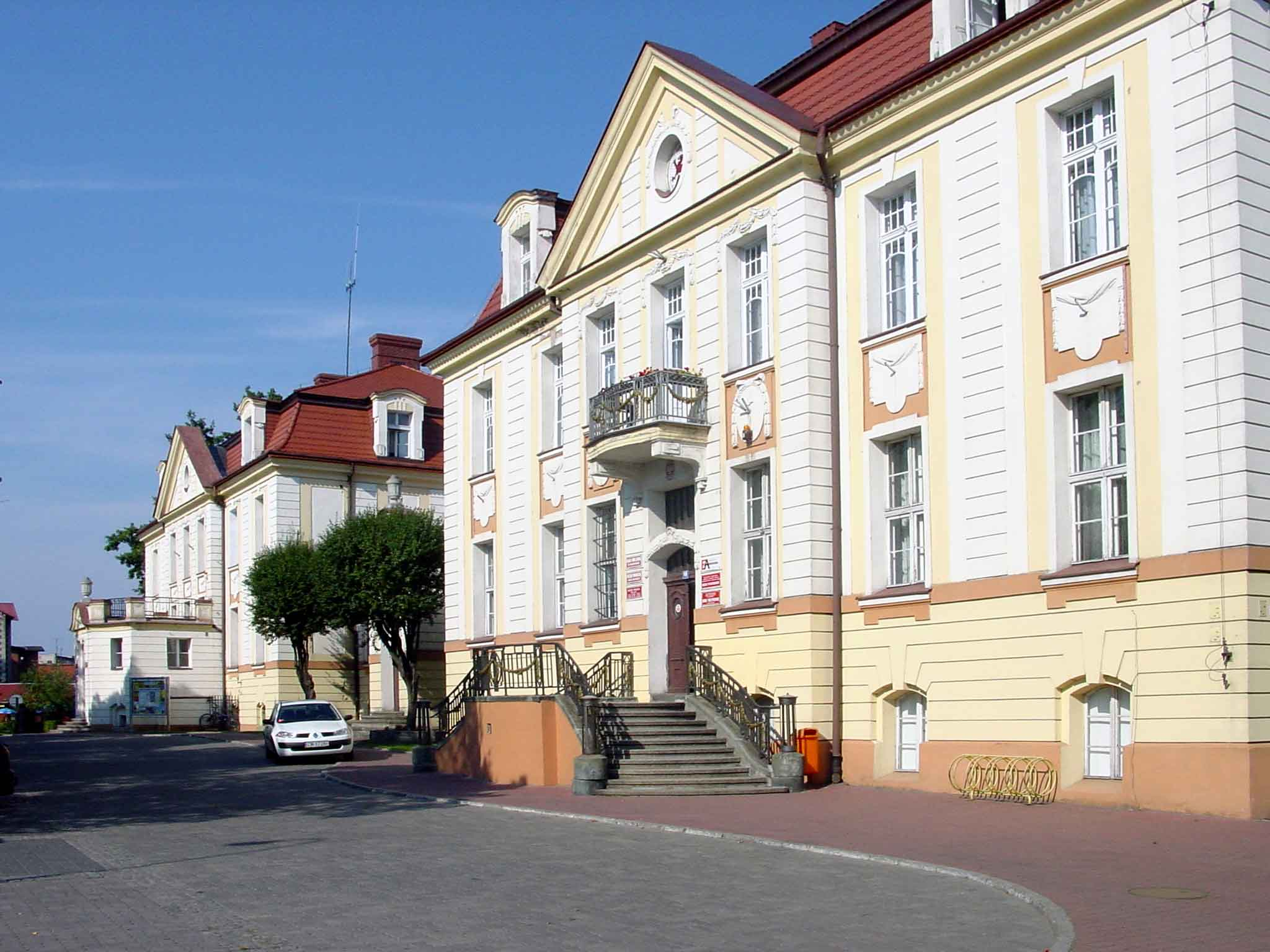
Ратуша
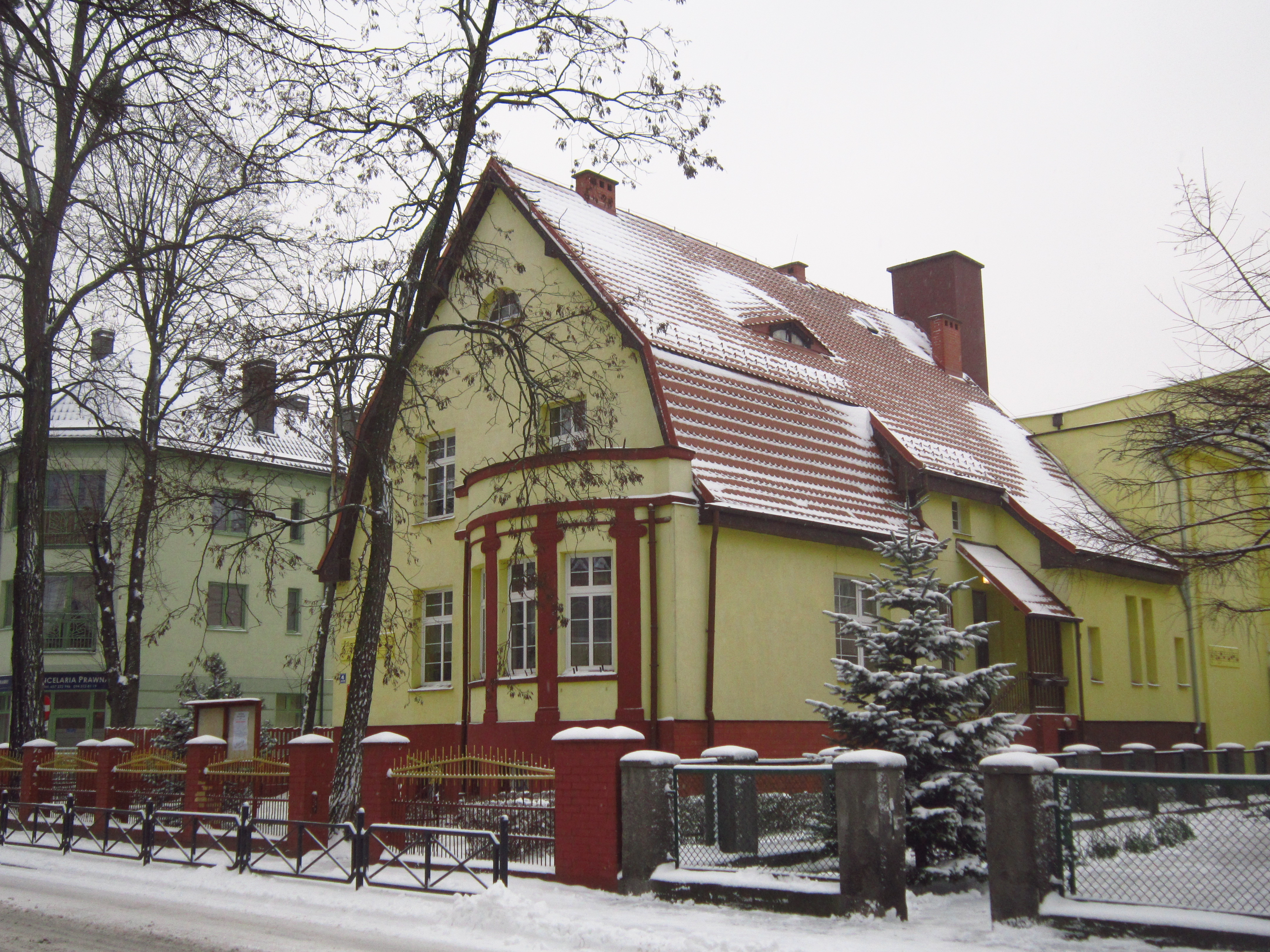
Музыкальная школа
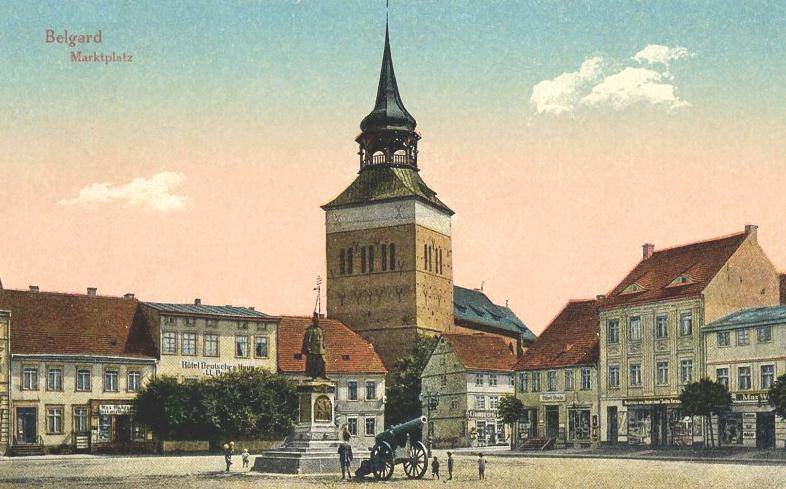
Рыночная площадь в 1900 году...
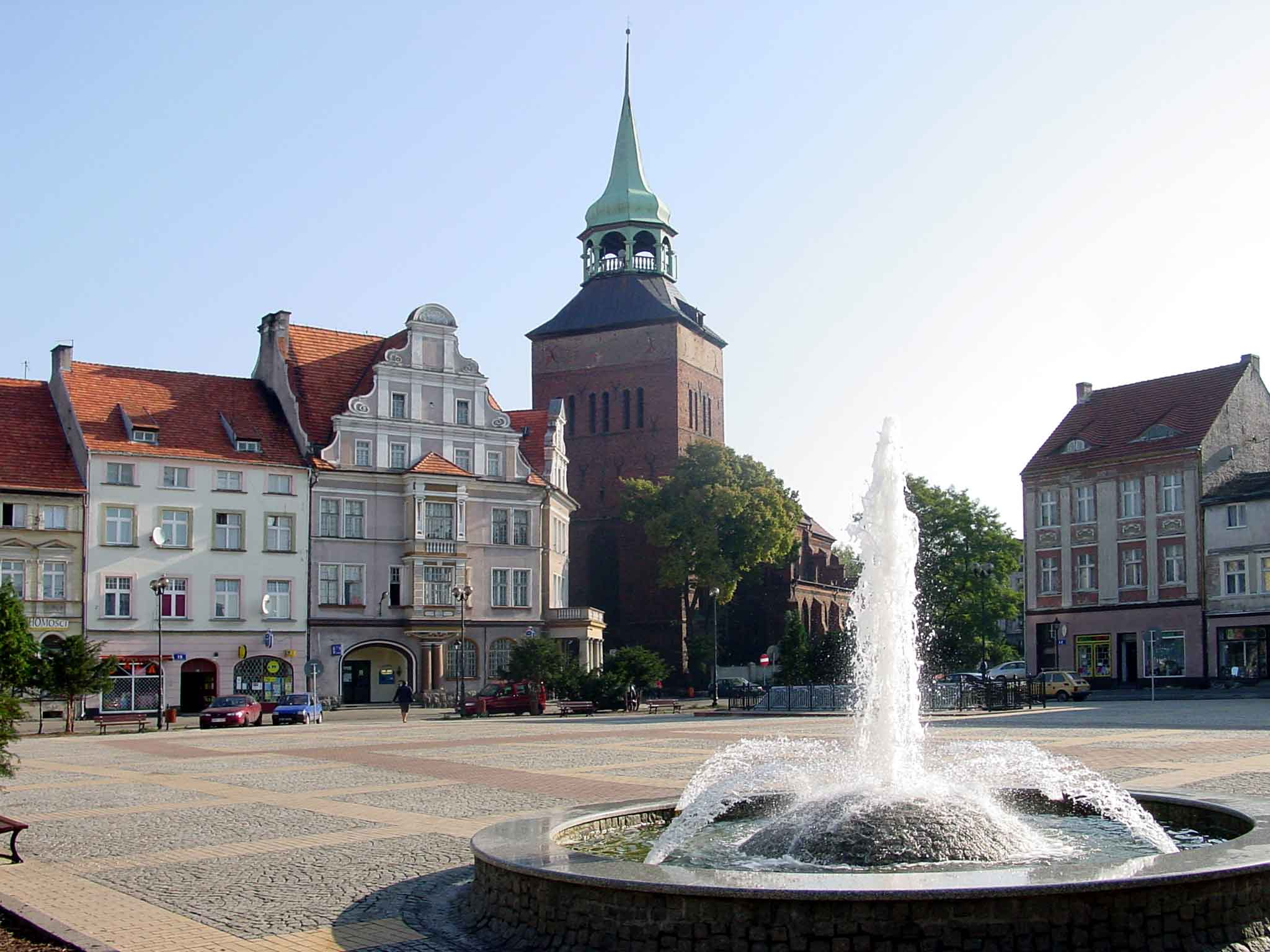
...и в 2003